# کازویوکی کیویا
کازویوکی کیویا (انگلیسی: Kazuyuki Kyoya؛ زادهٔ ۱۳ اوت ۱۹۷۱) بازیکن فوتبال اهل ژاپن است.
از باشگاه‌هایی که در آن بازی کرده‌است می‌توان به باشگاه فوتبال جف یونایتد ایچیهارا چیبا اشاره کرد.